# Raphiptera minimellus
Raphiptera minimellus là một loài bướm đêm trong họ Crambidae.